# No Doubt
No Doubt [ˌnoʊ ˈdaʊt] (engl. für Kein Zweifel) ist eine US-amerikanische Rockband mit Ska-, Punk- und New-Wave-Einflüssen.

## Geschichte
Gegründet wurde die Band im Jahre 1986 in Anaheim, Orange County (Kalifornien), von Sänger John Spence, Eric Stefani und dessen Schwester Gwen Stefani als Madness-Coverband. Nach dem Suizid von Spence übernahm 1988 zuerst Alan Meade und bald darauf Gwen Stefani den Leadgesang. Sie war seit Gründung der Band Background-Sängerin gewesen. Die Ballade Dear John ist dem verstorbenen Bandgründer gewidmet. 1994 verließ Gwen Stefanis Bruder Eric die Band, weil er mit ihrem eingeschlagenen musikalischen Weg nicht mehr zufrieden war, seitdem ist er Zeichner für die Zeichentrickserie Die Simpsons.
Anfangs war No Doubt eine Skaband und feierte hauptsächlich in ihrem Heimatstaat Kalifornien Erfolge. Dem Publikum außerhalb wurden sie als Vorgruppe der britischen Band Bush bekannt. Ihr erstes Video war 1992 Trapped in a Box aus dem Debütalbum No Doubt.
Später kam dann der stilistische Wechsel zu einer Mischung aus Ska, Pop und New Wave. Nicht zuletzt aufgrund der steigenden Beliebtheit des Newpunks wurde ihr Album Tragic Kingdom (1995) ein großer internationaler Erfolg und blieb wochenlang auf Platz eins der Billboard-Charts. Die ausgekoppelte Single Don’t Speak verkaufte sich weltweit rund sieben Millionen Mal, Just A Girl erlangte eine ähnlich große Popularität.
Auch die nachfolgenden Alben Return of Saturn (2000) und Rock Steady (2001) waren in den deutschen Charts erfolgreich, konnten aber nicht an die hohen internationalen Verkaufszahlen von Tragic Kingdom anknüpfen.
Ende 2003 kam das erste Greatest-Hits-Album The Singles 1992–2003 auf den Markt. Mittlerweile war No Doubt mit Bands wie U2, Kiss, blink-182 und Sublime auf Tour und hatte etwa 650 Konzerte gespielt.
Am 11. Juni 2012 kündigten No Doubt auf ihrer offiziellen Website an, dass das neue Album mit dem Titel Push and Shove am 25. September 2012 veröffentlicht wird, in Deutschland geschah dies bereits am 21. September. Zuvor wurde am 16. Juli 2012 die erste Single Settle Down auf den US-amerikanischen Markt gebracht, die in Deutschland am 3. August 2012 erschienen ist.
In einem Interview mit Variety äußerte Stefani im April 2021, dass es keine Ambitionen gibt, weitere Projekte mit No Doubt zu verfolgen.
Im Frühling 2024 kam es dennoch zu einer Wiedervereinigung der Band im Zuge des Coachella.
Bei einem Live-Auftritt am 30. Januar 2025 spielte die Band im Rahmen des Benefizkonzerts FireAid zugunsten der Opfer der Waldbrände in Los Angeles drei Songs: Just a Girl, Don’t Speak und Spiderwebs. Das Konzert, an dem über 20 Künstler und Bands teilnahmen, fand im KIA Forum in Inglewood, Kalifornien, statt.

## Diskografie
Studioalben

| Jahr | Titel Musiklabel                                      | Höchstplatzierung, Gesamtwochen, AuszeichnungChartplatzierungen (Jahr, Titel, Musiklabel, Platzierungen, Wochen, Auszeichnungen, Anmerkungen) | Höchstplatzierung, Gesamtwochen, AuszeichnungChartplatzierungen (Jahr, Titel, Musiklabel, Platzierungen, Wochen, Auszeichnungen, Anmerkungen) | Höchstplatzierung, Gesamtwochen, AuszeichnungChartplatzierungen (Jahr, Titel, Musiklabel, Platzierungen, Wochen, Auszeichnungen, Anmerkungen) | Höchstplatzierung, Gesamtwochen, AuszeichnungChartplatzierungen (Jahr, Titel, Musiklabel, Platzierungen, Wochen, Auszeichnungen, Anmerkungen) | Höchstplatzierung, Gesamtwochen, AuszeichnungChartplatzierungen (Jahr, Titel, Musiklabel, Platzierungen, Wochen, Auszeichnungen, Anmerkungen) | Anmerkungen                                                   |
| Jahr | Titel Musiklabel                                      | DE | AT | CH | UK | US | Anmerkungen                                                   |
| ---- | ----------------------------------------------------- | --- | --- | --- | --- | --- | ------------------------------------------------------------- |
| 1992 | No Doubt Interscope Records (UMG)                     | — | — | — | — | — | Erstveröffentlichung: 17. März 1992 Verkäufe: + 372.000       |
| 1995 | The Beacon Street Collection Interscope Records (UMG) | — | — | — | — | — | Erstveröffentlichung: März 1995 Verkäufe: + 138.000           |
| 1995 | Tragic Kingdom Interscope Records (UMG)               | DE2 Gold · (43 Wo.)DE | AT2 Gold · (18 Wo.)AT | CH3 Platin · (28 Wo.)CH | UK4 Platin · (53 Wo.)UK | US1 Diamant · (91 Wo.)US | Erstveröffentlichung: 10. Oktober 1995 Verkäufe: + 16.000.000 |
| 2000 | Return of Saturn Interscope Records (UMG)             | DE5 (8 Wo.)DE | AT18 (5 Wo.)AT | CH8 (10 Wo.)CH | UK31 (3 Wo.)UK | US2 Platin · (46 Wo.)US | Erstveröffentlichung: 5. April 2000 Verkäufe: + 1.687.000     |
| 2001 | Rock Steady Interscope Records (UMG)                  | DE13 (16 Wo.)DE | AT12 (11 Wo.)AT | CH33 (13 Wo.)CH | UK43 Gold · (10 Wo.)UK | US9 ×2Doppelplatin · (76 Wo.)US | Erstveröffentlichung: 10. Dezember 2001 Verkäufe: + 3.102.000 |
| 2012 | Push and Shove Interscope Records (UMG)               | DE11 (4 Wo.)DE | AT11 (3 Wo.)AT | CH9 (6 Wo.)CH | UK16 (2 Wo.)UK | US3 (13 Wo.)US | Erstveröffentlichung: 21. September 2012 Verkäufe: + 115.000  |

## Preise
- Grammy Awards
  - 2003: für Hey Baby (mit Bounty Killer)
  - 2004: für Beste Pop-Performance eines Duos oder einer Gruppe mit Sängerin (Underneath It All) (mit Lady Saw)
  - 2005: für It’s My Life (Remix)
  - 2005: für Monkey Man (mit Toots & the Maytals)

- MTV Video Music Awards
  - 1997: für Best Group Video (Don’t Speak)
  - 2002: für Best Pop & Best Group Video (Hey Baby) (mit Bounty Killer)
  - 2004: für Best Pop & Best Group Video (It’s My Life)

- TMF-Awards
  - 1997: Best Rock Group Award
  - 1998: Best Rock Group Award

- VH1-Awards
  - 1999: Most Stylish Video Award (New)
  - 2000: Most Stylish Video Award (Ex-Girlfriend)

- MTV TRL-Adrian Young:
  - 2003: Most Revealing Moment Award